# نیکولای لاریونوف
نیکولای لاریونوف (روسی: Николай Евгеньевич Ларионов؛ زادهٔ ۱۹ ژانویهٔ ۱۹۵۷) بازیکن سابق و مربی فوتبال اهل روسیه است.
از باشگاه‌هایی که در آن بازی کرده‌است می‌توان به باشگاه فوتبال زنیت سن پترزبورگ اشاره کرد.
وی همچنین در تیم ملی فوتبال شوروی بازی کرده‌است.